# Micropholis stowi
Il microfolide (Micropholis stowi) è un anfibio estinto, appartenente ai temnospondili. Visse nel Triassico inferiore (circa 252 - 251 milioni di anni fa) e i suoi resti fossili sono stati ritrovati in Sudafrica e in Antartide. È considerato l'ultimo dei dissorofoidi.

## Descrizione
Come tutti i suoi simili, questo animale possedeva una grande testa e un corpo compatto, con arti relativamente brevi e una coda corta. Superficialmente, il cranio assomigliava a quello di Tersomius, ma era un po' più snello e dotato di un'ornamentazione granulosa. Gli esemplari più grandi possedevano un muso più allungato, grandi incisure otiche, processi quadrati prominenti e una larga zona delle guance, che conferivano al cranio una marcata curvatura laterale. Erano presenti ossificazioni palpebrali, costituite da una trama di numerosi ossicini poligonali che contornavano i bulbi oculari e ne definivano la posizione. Il palato ospitava grandi zanne dalle corone ricurve all'indietro, ed era presente un'elaborata regione della base del cranio, simile a quella di Amphibamus e Doleserpeton. L'osso palatino era ridottissimo e simile a un bastoncino, come quello degli altri anfibamidi. 
Lo scheletro postcraniale era caratterizzato da processi trasversi molto estesi, da una particolare conformazione dell'interclavicola e dello scapolarcoracoide, e da una morfologia del bacino e della coda che ricordano quelle di Eoscopus e Platyrhinops. Sembra che vi fossero due morfotipi di Micropholis (forse riconducibili a esemplari maschi e femmine), distinguibili per la larghezza del cranio e per la disposizione dei denti sul palato; gli esemplari più piccoli possedevano crani più larghi (Schoch e Rubidge, 2005). 

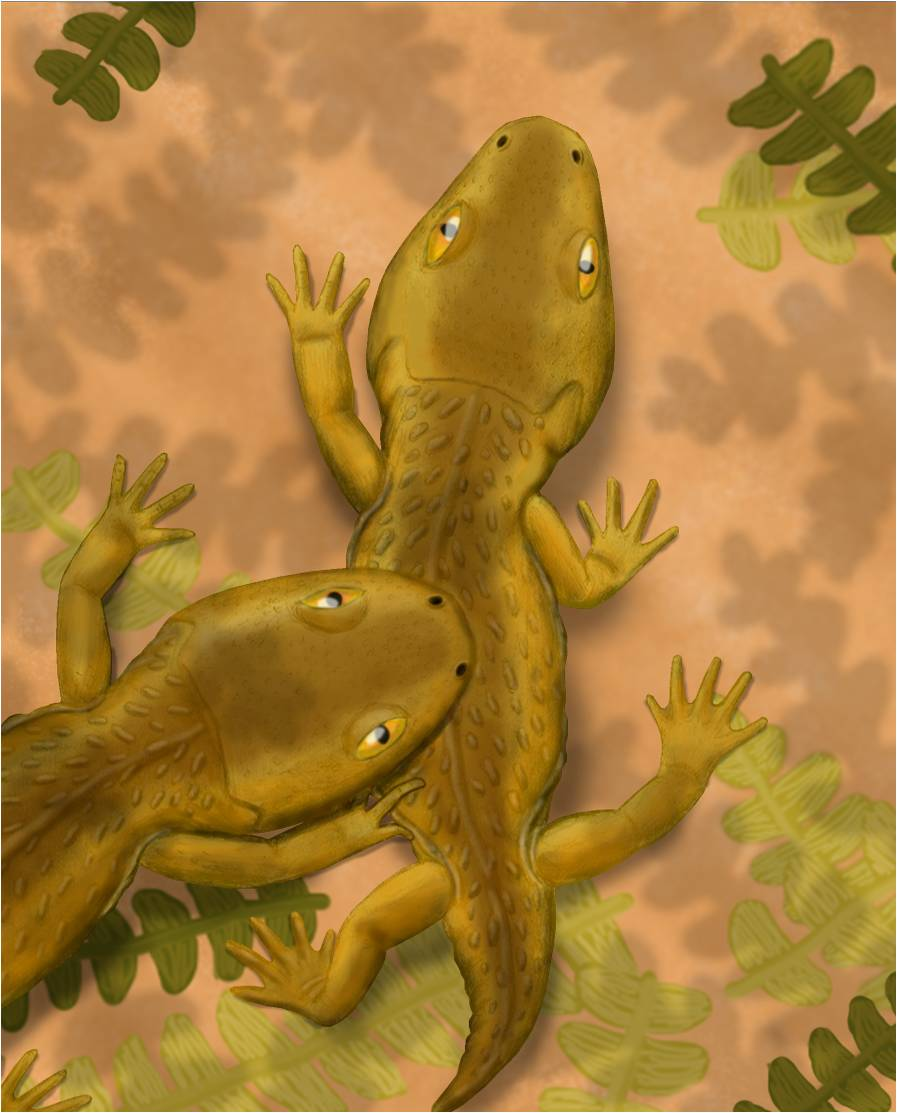
Ricostruzione di Micropholis stowi

## Classificazione
Micropholis stowi venne descritto per la prima volta da Thomas Huxley nel 1859, sulla base di alcuni resti fossili ritrovati nella zona del Karroo in Sudafrica, provenienti dal Triassico inferiore. Il genere Petrophryne, descritto da Richard Owen nel 1876, è stato in seguito ricondotto allo stesso taxon. Nel 2021 sono stati descritti alcuni fossili appartenenti a M. stowi provenienti dalla formazione Fremouw in antartide.
Micropholis proviene dalla "zona a Lystrosaurus", risalente ai primi tempi del Triassico inferiore sudafricano, e costituisce l'ultimo esemplare noto dei dissorofoidi, un gruppo di anfibi tipici del Carbonifero e del Permiano. In particolare, per molto tempo Micropholis è stato considerato un membro derivato degli anfibamidi, una famiglia di dissorofoidi che è stata avvicinata all'origine degli odierni anuri e urodeli, ma revisioni più recenti hanno permesso di riconoscere un nuovo clade (Micropholidae) comprendente Micropholis e altri dissorofoidi derivati (come Tersomius e Pasawioops). Amphibamus, inoltre, rappresenta l'unico dissorofoide proveniente dal Gondwana. 

## Paleobiologia
Studi istologici riguardanti le ossa delle zampe di Micropholis hanno determinato che le cavità midollari di questo animale erano prive di trabeculae, e ciò suggerisce uno stile di vita terrestre. La presenza di un tessuto azonale in Micropholis, diversamente da quello riscontrato in altri dissorofidi e negli attuali caudati, suggerisce che questo era un adattamento alle condizioni locali del Triassico inferiore del Karoo (Mchugh, 2015).